# فرانسواز لوفيفر
فرانسواز لوفيفر (بالفرنسية: Françoise Lefèvre)‏ هي كاتِبة فرنسية، ولدت في 22 نوفمبر 1942 في باريس في فرنسا.